# Mr. Moto in Danger Island
Mr. Moto in Danger Island és una pel·lícula de misteri estatunidenca de 1939 dirigida per Herbert I. Leeds i protagonitzada per Peter Lorre, Jean Hersholt i Amanda Duff. Forma part de la sèrie de pel·lícules de Mr. Moto.
La pel·lícula es va basar en la novel·la de 1933 Murder in Trinidad de John Vandercook, però l'escenari es va traslladar a Puerto Rico.

## Argument
El govern dels Estats Units demana al Sr. Moto que vagi a Puerto Rico per investigar el contraban de diamants després de l'assassinat d'un investigador anterior.

## Repartiment
- Peter Lorre com Mr. Moto
- Jean Hersholt com Sutter
- Amanda Duff com Joan Castle
- Warren Hymer com Twister McGurk
- Richard Lane com comissari Gordon
- Leon Ames com comissari Madero
- Douglass Dumbrille com La Costa
- Charles D. Brown com coronel Thomas Castle
- Paul Harvey com governador John Bentley
- Robert Lowery com tinent George Bentley
- Harry Woods com Grant
- Ray Walker com intern a l'ambulància
- Ward Bond com mariner Sam (sense acreditar)
- Joan Duval com Carlos (sense acreditar)

## Producció
La novel·la Assassinat a Trinitat s'havia rodat per primera vegada l'any 1934 protagonitzada per Nigel Bruce.
Originalment anava a ser una pel·lícula de Charlie Chan amb un tractament escrit per John Reinhardt el 1938 anomenat Chan in Trinidad . El setembre de 1938, George Bricker va escriure un altre tractament anomenat Mr. Moto in Trinidad.
També era coneguda com Mr. Moto in Trinidad, Mr Moto in Puerto Rico i Mr Moto in Terror Island.
El rodatge va començar el 25 de novembre de 1938 sota el títol " Mr Moto in Puerto Rico ". Va ser una de les poques pel·lícules que no va ser dirigida per Norman Foster, en què Herbert Leeds va fer la feina.
Antonio Moreno havia d'haver interpretat originàriament el paper de "La Costa".

## Recepció
La pel·lícula es va estrenar el març de 1939. El New York Times va dir que la pel·lícula té "una mica d'humor... una mica d'acció, però poc suspens".
Més tard, Fox va filmar la novel·la per tercera vegada, com The Caribbean Mystery (1945).

## Final de sèrie
El desembre de 1938, Fox va anunciar que no li donarien un nou contracte a Lorre, però que encara li quedaven quatre pel·lícules de Moto per fer. No obstant això, Lorre va abandonar l'estudi el juliol de 1939, acabant efectivament la sèrie.